# フラットブレッド (ノルウェー料理)

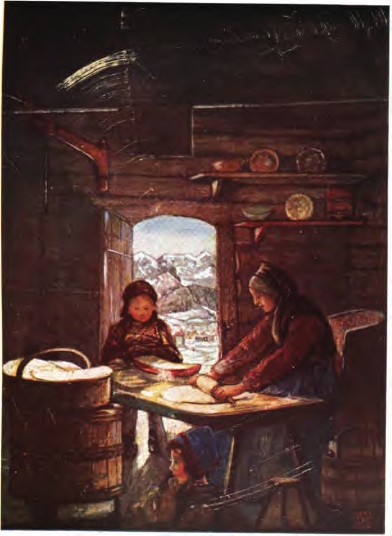
フラットブレッドを作る。1904年、ノルウェー

フラットブレッド（ノルウェー語:flatbrød、原義は「平らなパン」）は、ノルウェーで食されている伝統的な種なしパン。普通は魚や塩漬け肉、スープと一緒に食べられる。もともとはノルウェーの羊飼いや農民が主食としていたパンである。フラットブレッドは乾燥していて水分がないため、長期間の保存が可能である。
基本的な材料は大麦粉、塩、水だが、他の穀物を用いたものも多くある。
かつてはすべての食事で常食とされていたが、ほとんどの場合は硬化ニシンと冷茹でのジャガイモと共に食べられたほか、時にはサワークリームやバターとも組み合わされた。別の食べ方としては、伝統的な肉のスープであるベタサッペや、伝統的なシチューであるラプスカウスと一緒に食べるというものがある。
フラットブレッドは、薄ければ薄いほど良いパンであるとされる。フラットブレッドは丸められたあと大きな鉄板で調理され、その製法の伝統は主婦たちに代々受け継がれ、それぞれの作り方があった。フラットブレッドは今でもノルウェーの食文化の伝統の重要な部分を占めるものであり、田舎は依然としてその伝統が生き残っている。